# カール・キーン
カール・キーン（Karl Keane、2001年3月30日 - ）は、アイルランド出身のラグビーユニオン選手。

## プロフィール
- アイルランド出身[1]。
- ポジションはスクラムハーフ(SH)。
- 身長: 182 cm、体重: 82 kg
- U20アメリカ合衆国代表に選ばれたことがある[2]。

## 略歴
シアトル・シーウルブズを経て、2023年、浦安D-Rocksに加入
。
2024年5月、浦安D-Rocksを退団。